# Rinorea dentata
Espèce
Classification APG III (2009)
Synonymes
- Alsodeia dentata (Beauv.) Oliv.[2]
- Alsodeia dentata (P.Beauv.) Oliv.[3]
- Ceranthera dentata Beauv.[2]
- Ceranthera dentata P.Beauv.[3]

Rinorea dentata est une espèce de plantes à fleurs de la famille des Violaceae trouvée en Afrique.

## Répartition
Elle pousse au Liberia, au Ghana, au Cameroun, au Congo (Brazzaville), en Tanzanie, en Angola, au Gabon et dans la République centrafricaine.